# 2012-es BNP Paribas Open
A 2012-es BNP Paribas Open (vagy 2012-es Indian Wells Masters) tenisztornát a kaliforniai Indian Wellsben rendezték meg 2012. március 5. és 18. között. A férfiak számára 2012-ben az ATP World Tour Masters 1000 kategóriába tartozó verseny 37. kiadását tartották meg, a nők számára pedig 24. alkalommal került sor a Premier Mandatory kategóriájú eseményre.

## Győztesek

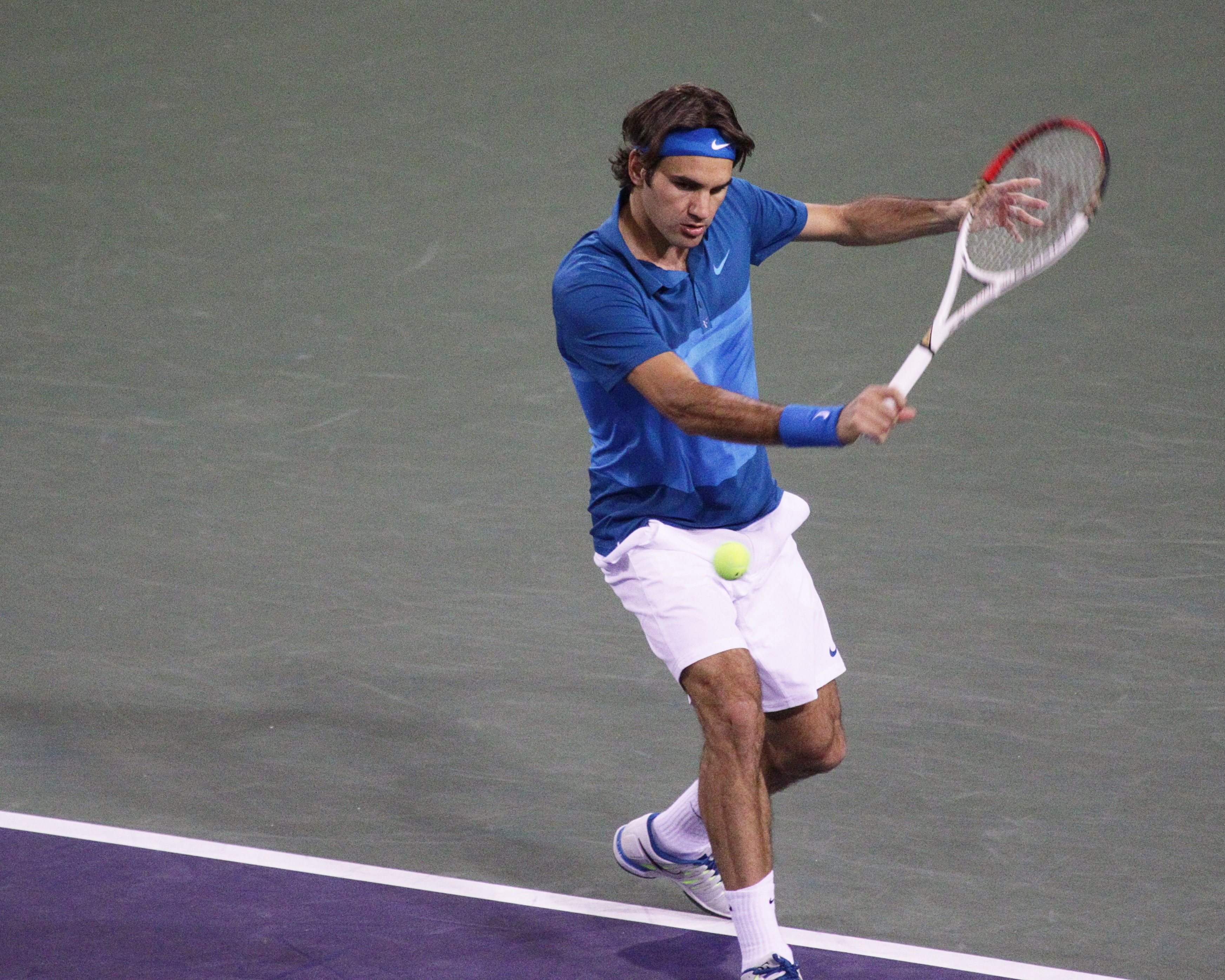
Roger Federer pályafutása hetvenharmadik egyéni tornagyőzelmét aratta, így négy diadalra csökkent a hátránya az örökranglista harmadik helyén álló John McEnroe-val szemben

A férfiak egyéni versenyét Roger Federer nyerte, a fináléban 7–6(7), 6–3-ra legyőzve az amerikai John Isnert. Federernek ez volt a tizenkilencedik tornagyőzelme a Masters-versenyeken, ezzel beállította Rafael Nadal rekordját. A svájci játékos egymás után a harmadik tornáját nyerte meg a 2012-es szezonban, a korábbi hetekben Rotterdamban és Dubajban győzött. A 2011-es US Open elődöntőjének elvesztése óta pedig negyvenegy mérkőzéséből harminckilencet fejezett be győztesen az Isner ellen megnyert döntővel. Indian Wellsben negyedik tornagyőzelmét szerezte meg.
A nőknél egyéniben a világelső Viktorija Azaranka szerezte meg a győzelmet, a döntőben 6–2, 6–3-ra legyőzve a világranglista második helyén álló Marija Sarapovát. Több mint négy év után fordult elő először, hogy a ranglista első két helyezettje játszotta egymással a finálét egy WTA-versenyen. Azarankának az esztendő során ez volt a negyedik tornagyőzelme, s egyben a huszonharmadik győztesen befejezett mérkőzése a döntőben, miközben még egyszer sem kapott ki az évad során. Ilyen jó szezonkezdést utoljára Martina Hingis produkált 1997-ben, aki abban az évben hat torna és harminchét mérkőzés megnyerése után veszítette el az első találkozóját. Azarankának Indian Wellsben ez volt az első tornagyőzelme.
A férfiak páros küzdelmét egy spanyol páros, Marc López és Rafael Nadal nyerte meg, akik a második fordulóban elbúcsúztatták a címvédő Olekszandr Dolhopolov–Xavier Malisse-kettőst is. A döntőben két amerikai játékost, John Isnert és Sam Querrey-t győzték le 6–2, 7–6(3)-ra. Lópeznek és Nadalnak ez volt a negyedik közösen megszerzett páros győzelme. Korábban 2009-ben és 2011-ben Dohában nyertek, s 2010-ben Indian Wellsben is ők diadalmaskodtak. Nadalnak ez volt a nyolcadik párosban megszerzett címe, Lópeznek a hatodik.
A női párosok versenyét az első kiemelt Liezel Huber–Lisa Raymond-páros nyerte meg, amely a döntőben a címvédő és második kiemelt Szánija Mirza–Jelena Vesznyina-kettőst győzte le 6–2, 6–3-ra. A két amerikai játékos ezzel zsinórban a negyedik tornáján diadalmaskodott 2012-ben, Párizs, Doha és Dubaj után. Raymond hetedszer győzött Indian Wellsben négy különböző partnerrel (korábban háromszor Lindsay Davenporttal, kétszer Samantha Stosurral, s egyszer Rennae Stubbsszal diadalmaskodott). Pályafutása során ez volt a hetvennyolcadik páros győzelme, Hubernek pedig az ötvenkettedik (Indian Wellsben az első).

## Döntők

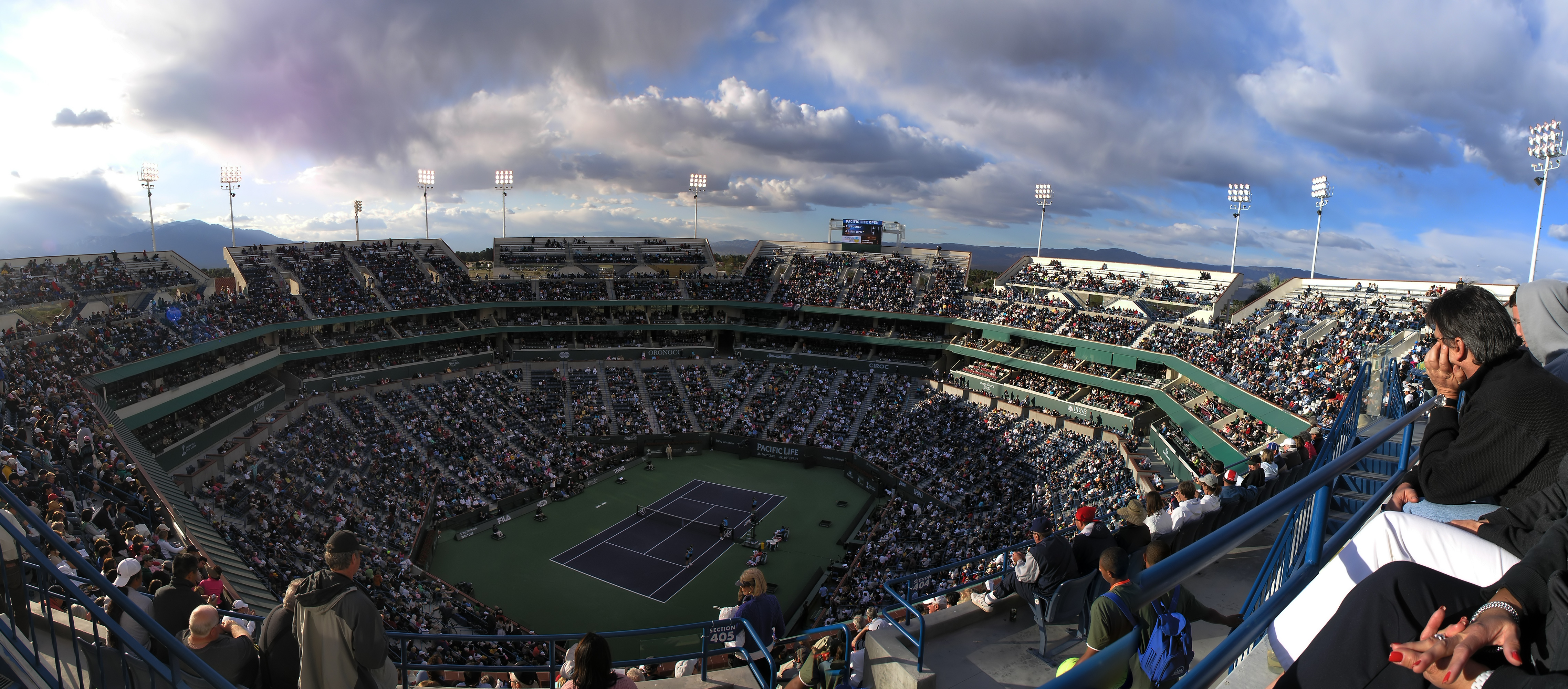
A helyszín centerpályája néző befogadására alkalmas, amely így a világ második legnagyobb teniszstadionja a US Open mérkőzéseinek helyet adó Arthur Ashe stadion (22 500 néző) mögött

### Férfi egyes
Roger Federer –  John Isner 7–6(7), 6–3

### Női egyes
Viktorija Azaranka –  Marija Sarapova 6–2, 6–3

### Férfi páros
Marc López /  Rafael Nadal –  John Isner /  Sam Querrey 6–2, 7–6(3)

### Női páros
Liezel Huber /  Lisa Raymond –  Szánija Mirza /  Jelena Vesznyina 6–2, 6–3

## Világranglistapontok és pénzdíjazás

### Pontok
| Eredmény           | Férfi egyes | Férfi páros | Női egyes | Női páros |
| ------------------ | ----------- | ----------- | --------- | --------- |
| Győzelem           | 1000        | 1000        | 1000      | 1000      |
| Döntő              | 600         | 600         | 700       | 700       |
| Elődöntő           | 360         | 360         | 450       | 450       |
| Negyeddöntő        | 180         | 180         | 250       | 250       |
| 16 között          | 90          | 90          | 140       | 140       |
| 32 között          | 45          | 10          | 80        | 5         |
| 64 között          | 25 (10)     | –           | 50 (5)    | –         |
| 96 között          | 10          | –           | 5         | –         |
| Főtáblára jutás    | 16          | –           | 30        | –         |
| Selejtező (döntő)  | 8           | –           | 20        | –         |
| Selejtező (1. kör) |             | –           | 1         | –         |

### Pénzdíjazás
A torna összdíjazása 11 073 000 amerikai dollár volt. Az egyéni bajnokok 1 millió dollárt kaptak.
| Eredmény           | Férfi egyes | Férfi páros | Női egyes   | Női páros |
| ------------------ | ----------- | ----------- | ----------- | --------- |
| Győzelem           | 1 000 000 $ | 241 000 $   | 1 000 000 $ | 241 000 $ |
| Döntő              | 500 000 $   | 121 000 $   | 500 000 $   | 121 000 $ |
| Elődöntő           | 200 000 $   | 55 000 $    | 200 000 $   | 55 000 $  |
| Negyeddöntő        | 100 000 $   | 27 041 $    | 100 000 $   | 27 041 $  |
| 16 között          | 43 520 $    | 14 259 $    | 43 520 $    | 14 259 $  |
| 32 között          | 23 291 $    | 7632 $      | 23 291 $    | 7632 $    |
| 64 között          | 12 725 $    | –           | 12 725 $    | –         |
| 96 között          | 7709 $      | –           | 7709 $      | –         |
| Selejtező (döntő)  | 2296 $      | –           | 2296 $      | –         |
| Selejtező (1. kör) | 1175 $      | –           | 1175 $      | –         |